# Närkes runinskrifter 1
Runinskrift Nä 1 är två fragment av en runsten som hittats i Viby kyrka i Hallsbergs kommun. Det större fragmentets mått är 109 x 42 x 15 cm och befinner sig i kyrkans vapenhus medan det mindre fragmentet är placerat i sakristian och har måtten 22 x 11 x 7,5 cm. De 12 cm höga runorna är ristade i grå sandsten. Förutom runorna har ett par ornamentala slingor bevarats. 
Det större fragmentet var känt redan på 1700-talet då Uppsalamagistern J. G. Hallman ritade av det. I själva verket ritade han av ett mycket större stycke än vad som är bevarat idag. Idag finns endast runorna þuri bevarade men enligt Hallmans teckning stod det 
...[o]þuri[ni--a]
Det är oklart hur detta ska tolkas. Möjligen kan det mindre och så sent som 1957 hittade fragmentet ge en ledning. Det lyder nämligen 
Translitterering av runraden:
... ...ftiʀ · ...[o]þuri[ni--a]
Normalisering till fornvästnordiska:
... [æ]ftiʀ ...
Översättning till nusvenska:
... efter ...
Detta ”efter” gör det troligt att vi har att göra med en traditionell minnesinskrift där någon rest stenen efter en släkting. Runföljden oþur skulle i så fall kunna vara slutet av broþur, ”bror” eller moþur, ”mor”.